# En vivo (Le Vibrazioni)
En vivo è il primo album dal vivo del gruppo musicale italiano Le Vibrazioni, pubblicato il 18 aprile 2008 dalla Ricordi.
L'album è stato anticipato dal singolo Insolita, che fa parte della colonna sonora di Colpo d'occhio, ed è stato commercializzato in edizione standard doppio CD e limitata con un DVD aggiuntivo che racchiude il concerto e alcuni videoclip.

## Tracce
CD 1
1. Sai - 3:36
2. Raggio di sole - 2:45
3. Ogni giorno ad ogni ora - 3:47
4. Se - 4:46
5. In un mondo diverso - 4:04
6. L'inganno del potere - 4:38
7. Fermi senza forma - 4:02
8. Portami via - 11:16
9. Drum Solo (Alessandro Deidda) - 4:23
10. Musa - 5:22
11. Dimmi - 3:02

CD 2
1. Angelica - 1:55
2. Dedicato a te - 3:52
3. Ovunque andrò - 3:51
4. Bass Solo (Marco Castellani) - 4:17
5. Drammaturgia - 10:19
6. Guitar Solo (Stefano Verderi) - 4:42
7. In una notte d'estate - 6:07
8. Vieni da me - 4:46
9. Su un altro pianeta - 5:40
10. Insolita (inedito) - 4:02

DVD bonus nell'edizione speciale
1. Sai
2. Raggio di sole
3. Ogni giorno ad ogni ora
4. Se
5. In un mondo diverso
6. L'inganno del potere
7. Fermi senza forma
8. Portami via
9. Drum solo
10. Musa
11. Dimmi
12. Angelica
13. Dedicato a te
14. Ovunque andrò
15. Bass solo
16. Drammaturgia
17. Guitar Solo
18. In una notte d'estate
19. Vieni da me
20. Su un altro pianeta

## Classifiche
| Classifica (2008) | Posizione massima |
| ----------------- | ----------------- |
| Italia            | 17                |